# Biache-Saint-Vaast
Biache-Saint-Vaast is een gemeente in het Franse departement Pas-de-Calais (regio Hauts-de-France). De gemeente en maakt deel uit van het arrondissement Arras. Biache-Saint-Vaast telde op 1 januari 2022 4.519 inwoners.

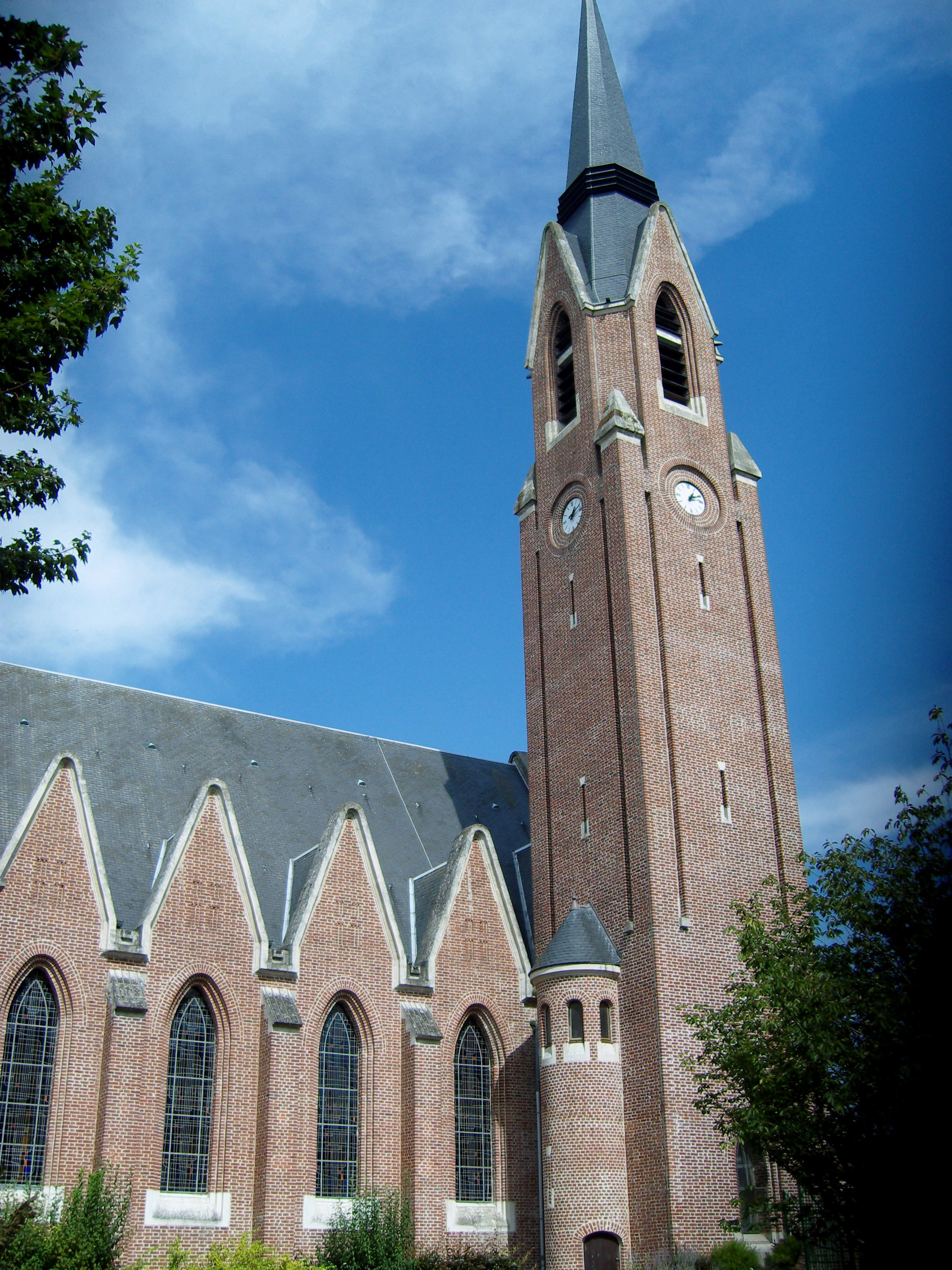
Église Saint-Pierre

## Geschiedenis

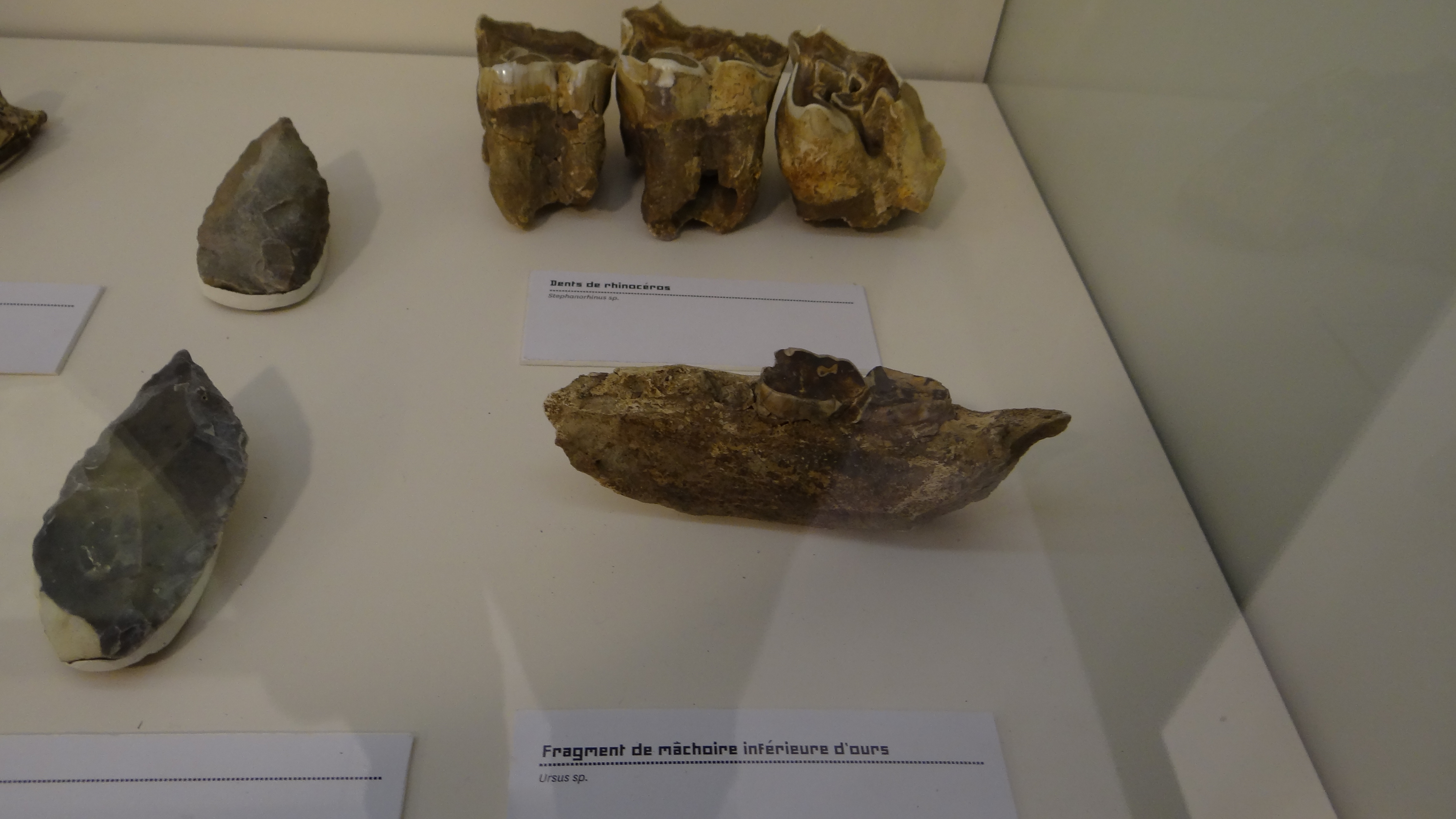
Archeologische resten van een beer en een neushoorn

In een bouwput die in 1976 voor een metaalfabriek van Usinor in Biache-Saint-Vaast gegraven werd, is veel onderzoek aan laat-Midden-Pleistocene afzettingen verricht.
Bij dat onderzoek werden veel goed geconserveerde fossielen van onder andere zoogdieren en land- en zoetwaterschelpen aangetroffen. De belangrijkste vondst was een schedel van een neanderthaler. In dezelfde laag werden vuurstenen werktuigen aangetroffen uit de Moustérien-cultuur. De vuistbijlen vertonen een Levallois techniek.
De afzetting waarin de vondsten werden gedaan is met behulp van Thermoluminescentie aan verbrande vuursteen gedateerd op 175 ± 13 ka. Daarmee behoren de neanderthaler-resten tot de oudste van deze soort in Frankrijk. Er werden verder botresten van onder andere Panthera spelaea ssp., Equus mosbachensis/taubachensis, Dicerorhinus mercki, Dicerorhinus hemitoechus, Coelodonta antiquitatis praecursor, Palaeoloxodon antiquus en Arvicola terrestris gevonden. Bij de molluskenfauna behoort Corbicula fluminalis tot de biostratigrafisch belangrijkste soorten. Deze soort is in West-Europa voor het laatst in het interglaciaal van MIS 7 aanwezig.
Een replica van de Neanderthal-schedel is in de gemeentelijke bibliotheek tentoongesteld.
Een oude vermeldingen van de plaats gaat terug tot 765 als Bigartium. Uit het eind van de 11de en uit de 12de eeuw dateren vermeldingen als Bigartu en Biarcium.

## Geografie
De oppervlakte van Biache-Saint-Vaast bedroeg op 1 januari 2022 9,29 vierkante kilometer; de bevolkingsdichtheid was toen 486,4 inwoners per km². Biache-Saint-Vaast ligt aan de Skarpe.

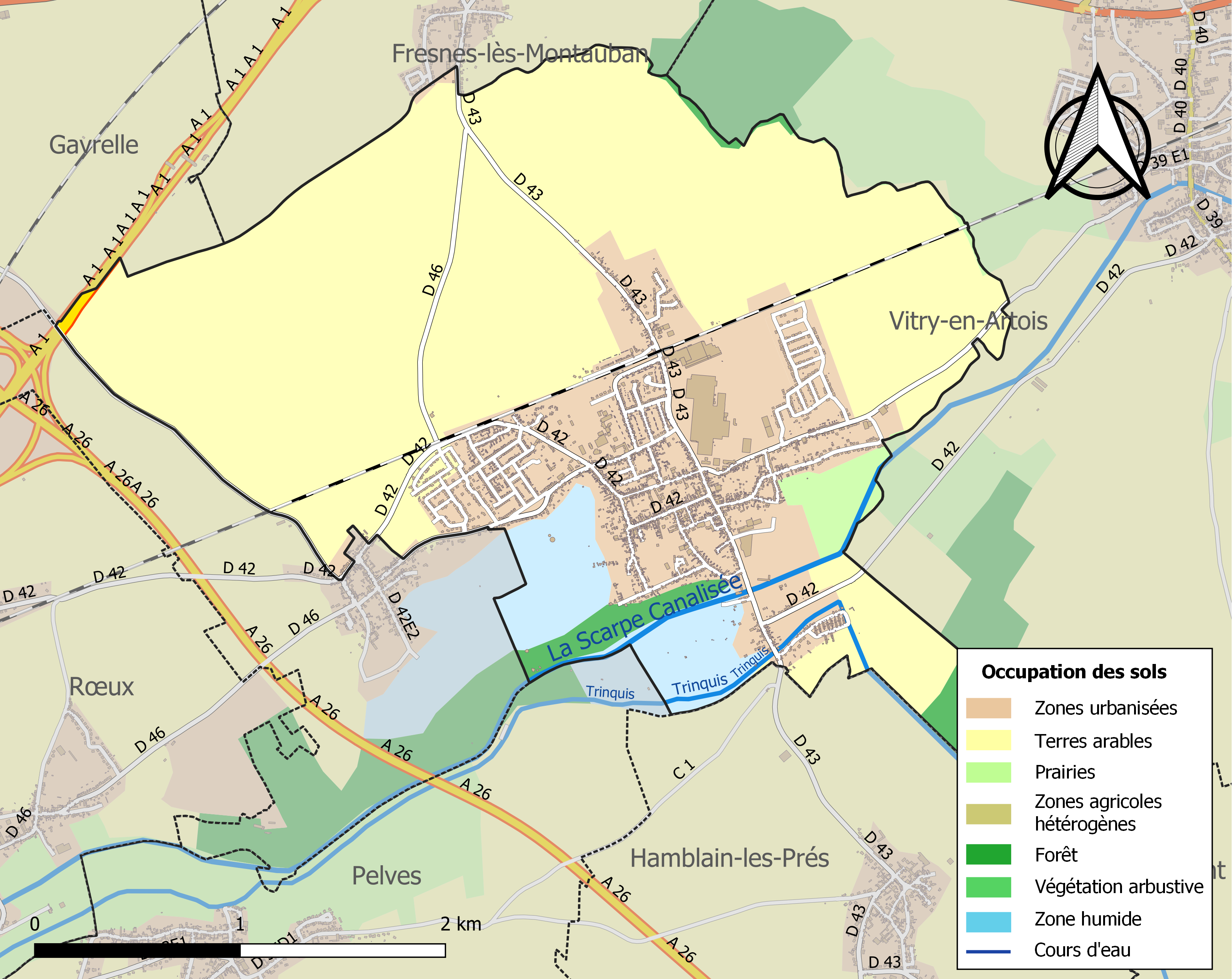
Kaart van de gemeente met belangrijkste infrastructuur, bodemgebruik en omliggende gemeenten

## Bezienswaardigheden
- De Église Saint-Pierre
- Op de gemeentelijke begraafplaats van Biache-Saint-Vaast bevinden zich drie Britse oorlogsgraven uit de Tweede Wereldoorlog.

## Demografie
Onderstaande figuur toont het verloop van het inwonertal (bron: INSEE-tellingen).

## Verkeer en vervoer
In de gemeente staat het spoorwegstation Biache-Saint-Vaast.
Net ten noordwesten van de gemeente loopt de autosnelweg A1/E17, net ten zuiden de A26/E17.

## Bekende inwoners
- Charles Delestraint (1879-1945), luitenant-generaal in het Franse leger en verzetsstrijder